# Google TalkBack
Google Talkback était un service d'accessibilité pour Android qui aidait les utilisateurs aveugles et malvoyants à interagir avec leurs appareils. Il utilisait des mots parlés, des vibrations et d’autres commentaires audibles pour permettre à l’utilisateur de savoir ce qui se passait sur l’écran lui permettant ainsi de mieux interagir avec son appareil. Le service était pré-installé sur de nombreux appareils Android. En 2017, il a été remplacé par Google avec Android Accessibility Suite.